# 龍華新村
龍華眷村為台灣聯勤202兵工廠（1949年時原名兵工署61兵工廠，「精進案」移編國防部軍備局生產製造中心）配給官兵與眷屬所居住的眷舍，共有“龍華一村”、“龍華二村”、“龍華三村”、“龍華四村”，2020年開始建為台北市的南港捷運機廠共構社宅。
龍華一至三村及後來的龍華新村, 主要分布在台北市忠孝東路六段與東新街，臨近新庄仔埤，龍華四村則位於忠孝東路七段。取名“龍華”，可能與聯勤202兵工廠之一半前身為在1946年於上海龍華（今龍華街道區域）成立的上海戰車製造廠（兵工署駐滬修理處戰車製造廠，可源自1874年成立的江南機器製造局龍華分局
）有關。兵工廠另一半前身則為從廣州遷至海南島，然後再搬到台灣的廣州80兵工廠。 
龍華國宅完工於1970年10月2日，落成典禮由當時聯勤總司令劉廣凱親自主持剪綵，為當時最先進之三層磚造眷村。共有住戶30戶，位於東新街五巷內 (25°02'56.1"N 121°35'06.8"E)，依國防部命令改建。
眷村居民已於2010年7月全部遷離，將所有房舍歸還國防部。

## 相關
- 臺灣眷村列表

## 外部連結
- 國家文化記憶庫 行政院文化部 （页面存档备份，存于）
- 國家文化資料庫 行政院文化部 （页面存档备份，存于）
- 眷村。龍華新村今與昔 1970 vs 2009 （页面存档备份，存于）
- 龍華三村昔日照片 （页面存档备份，存于）
- 聯勤示範眷村龍華新村竣工典禮[]
- 弹丸小镇军政要地(同治十二年厂建江南制造局龙华分局), 龙华镇, 龙华兵工厂, 上海名镇志, 上海市地方志办公室 （页面存档备份，存于）
- 江南機器製造總局 - 1874年设操炮学堂。在龙华购地设黑火药厂 （页面存档备份，存于）